# میتون آن سوویل
میتون آن سوویل (به انگلیسی: Myton-on-Swale) یک روستا و محله مدنی در بریتانیا است که در همبلتون واقع شده‌است. میتون آن سوویل ۱۵۲ نفر جمعیت دارد.